# シシトウガラシ
シシトウガラシ（獅子唐辛子）はナス科トウガラシ属に属するトウガラシの甘味種。また、その果実。シシトウ、また甘とうと呼ばれることも多い。
植物学的にはピーマンと同種（学名: Capsicum annuum L. Grossum group）。中南米原産。ヨーロッパ人のアメリカ大陸発見後、南米からヨーロッパに入り、その後世界に広がった。

## 特徴
ピーマンやパプリカなどと同じトウガラシの仲間の甘味種。名前の由来は、果実の先が獅子の頭に見えることから名付けられた。
実は完熟すると赤く大きくなるが通常食用にするのは熟す前に収穫された緑色の未熟果である。赤い完熟果は品種改良のための種子の採取に用いられ、完熟果1個から150 - 200粒の種子を取ることができる。実の先端に獅子の頭、口、あるいは鼻に似たものができることから獅子唐辛子と呼ばれるようになった。
高温性の野菜のため暑さに強く、基本的に夏野菜として栽培され、市場に出荷される。一方、寒さには弱いため、日本では冬季には温暖な地でのハウス・加温栽培でないと栽培は難しい。

## 品種
- 葵ししとう - ナント種苗が育成した雄性不稔を利用した一代交配種。生育が旺盛で着果がよい[7]。
- ししとう - タキイ種苗が育成した品種で、果実は鮮やかな緑色でつやがあり、やわらかい。焼き物やてんぷらにすると香りがよい[7]。
- ししピー（ししとうピーマン） - サカタのタネが育成したシシトウガラシとピーマンの中間型の品種で、通常のシシトウガラシよりも実が大きい。種ごと食べられるミニピーマン。耐病性・耐暑性に優れ、果実をたくさん付ける[7]。
- スーパーししとうジャンボ - 日本デルモンテアグリが育成した大型の品種で、果長は10 cmほどになる。食味も良く、食べ応えがある[7]。

## 栽培
早春に播種し、春に苗を植え付け、初夏から秋にかけて収穫する野菜で、市販されている苗もある。露地栽培の場合の収穫期は、6月下旬ごろから11月ごろ。栽培適温は日中20 - 30度、夜間15度以上が目安といわれ、苗が小さい育成初期は低温に弱い性質がある。
苗づくりは、種子を育苗箱に筋蒔きし、発芽したら間引きして育て、本葉が2枚になったころに育苗ポットに移植する。育苗期間に80 - 90日くらいかけて、開花する直前ぐらいまで苗を大きく育ててから畑に定植する。畑は堆肥などの元肥を施して畝をつくり、十分に灌水してマルチングをして地温を上げておく。
風にはとても弱く枝折れしやすい性質で、枝分かれをしてたくさんの果実をつけるため、枝が茂るにつれて支柱を立てて茎を誘引する。枝が混み合ってきたら剪定して、風通しと採光をよくするとよい。一番花が開花した頃には、下方の葉と脇芽はすべて取り除き、主枝と側枝2本の3本仕立てにする。肥料や灌水が不足すると辛味の強い果実ができることがあるため、梅雨明け後は畑が乾燥しすぎないように水やりを行うようにしたり、約3週間ごとに追肥を欠かさずおこなうことが大切になる。収穫方法は、果実の根元をはさみで切り取って行うが、一度にたくさん収穫できる頃は果実を上に引き上げるようにすると、離層から外れて早く取ることができる。通常は果長6 - 7 cmのころに収穫するが、樹勢が衰えているときは若採りする。

## 料理

### 調理法

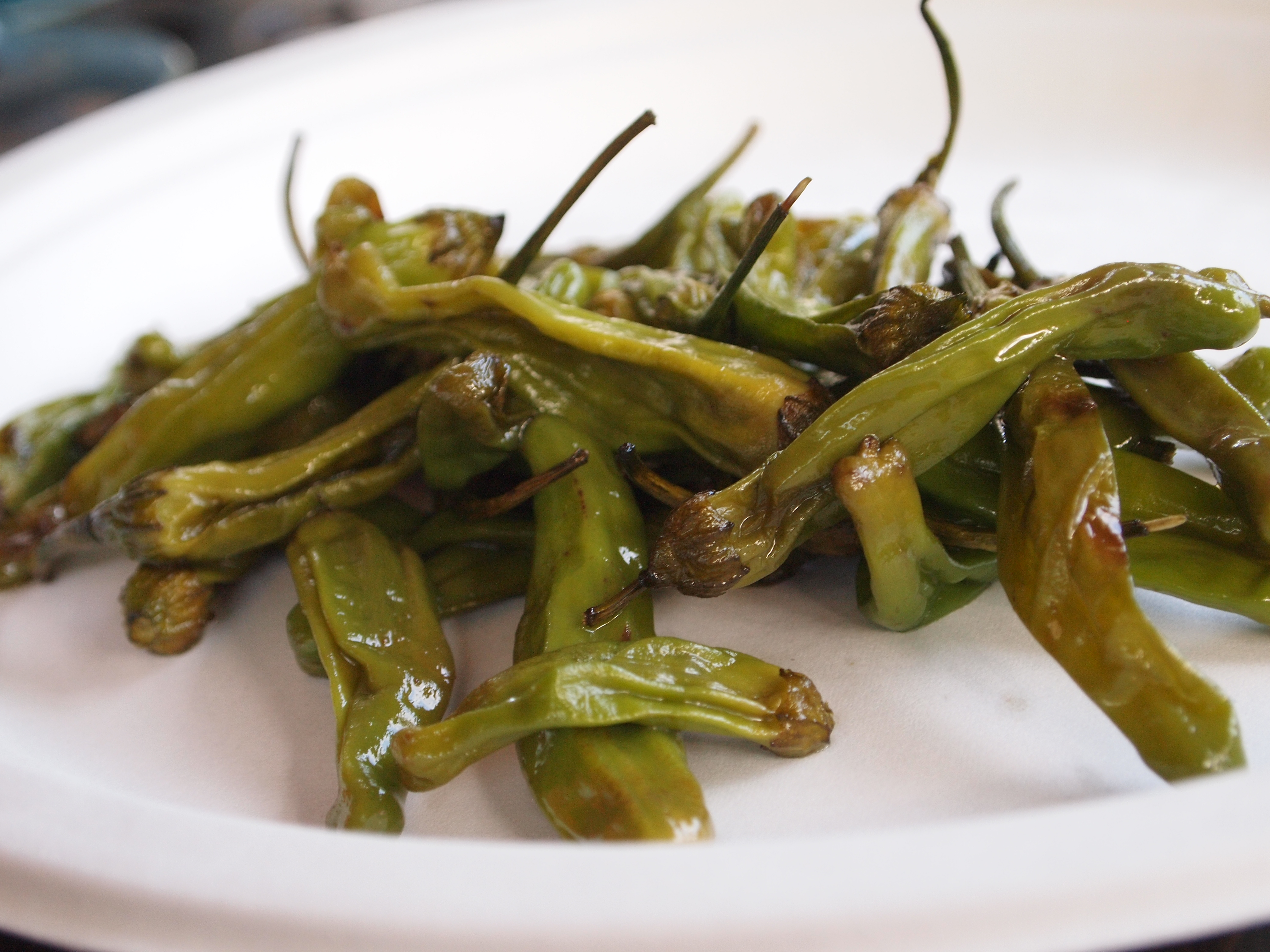
焼いた獅子唐

焼く、煮る、揚げる、さまざまな調理法で食べることが出来るが、そのまま加熱調理すると中の空気が膨張して破裂する恐れもあるので、小さな穴を何箇所か開けたり、ヘタの部分を切ってから調理することもある。

### 辛味果
シシトウガラシは甘味種で通常はピーマンのように辛くない実を付ける。ところが時折、トウガラシのような辛い実（辛味果）を付けるものがある。
辛味果は比較するとツヤがなく、果形によじれがある、緑色が濃い、実が硬いなどの傾向があるが容易には区別できない。
辛味果の発生は、栽培時の土壌の乾燥、高温・乾燥条件。そして、このような条件下で発生しやすくなる単為結果が原因とされる。栽培中に水分ストレスがかかると辛くなる。
28℃恒温条件下で栽培された場合、辛味が強くなり、その種子数が少ないと報告されている事から種子の少ない果実と辛みの関係性が指摘されている。種子の少ないもの全てが辛くなる訳ではないが、辛い果実は概ね種子数が少ないという調査結果も報告されている。
他のトウガラシ品種との交雑によって辛くなると言われることもあるが、この説には裏付けが無く、またトウガラシの辛味成分を作る遺伝情報は劣性遺伝であるため、主要因になることは考えにくい。
10個の中に1個ほど辛いものが混ざっていることがあり、「食べるロシアンルーレット」等と言われるが、単為結果による辛みについては、通常のものに比べて種の数が少ないので、果実を触るなどして調べるとある程度判断することができる。品種改良により、辛い商品が市場に出ることはほとんど無い。

## 栄養価
ビタミンC、カロテン、カリウムなどを多く含む。また、エピネフリンの分泌を増やし脂肪の燃焼を高める働きがある。